# Todos os Nomes
Todos os nomes é um romance escrito em 1997 por José Saramago.
O romance conta a história de um escriturário do principal cartório de registro da cidade que resolve arranjar um hobby para distrair-se do trabalho monótono. Começa então a colecionar recortes de pessoas famosas. Quando descobre que são todas semelhantes - meras imagens - passa a buscar detalhes da vida da gente simples e desconhecida, até enredar-se em um labirinto intransitável de informações e números, sugerindo que, se a vida se resumiu a números e documentos, é preciso refazê-la.
"Quando acabei de falar, ela perguntou-me, E agora, que pensa fazer, Nada, disse eu, Vai voltar àquelas suas coleções de pessoas famosas, Não sei, talvez, em alguma coisa haverei de ocupar o meu tempo, calei-me um pouco a pensar e respondi, Não, não creio, Porquê, Reparando bem, a vida delas é sempre igual, nunca varia, aparecem, falam, mostram-se, sorriem para os fotógrafos, estão constantemente a chegar ou a partir(...)".

## Enredo
Este romance conta-nos a história do Sr. José, empregado da mais baixa categoria de uma fictícia conservatória do Registo Civil. A vida do Sr. José é monótona e medíocre, mas esta personagem tem um passatempo curioso: coleccionar tudo o que na imprensa é publicado sobre personalidades famosas ou conhecidas.
A vida do Sr. José continua igual, como sempre, até que um dia com o verbete de registo duma mulher desconhecida na mão, lhe surge uma questão: por que além de investigar a vida de personalidades famosas como bispos e jogadores de futebol, não vasculha também a vida de um anônimo? E aí o Sr. José parte numa busca desenfreada para encontrar a mulher desconhecida, usando meios por ele nunca antes pensados. Com isso, a monótona vida do pacato e bem comportado Sr. José passa a ganhar cores mais vivas e ele descobre que a vida de um desconhecido pode ser mais interessante do que a mera leitura de dados de um registro civil possa sugerir.

## Personagens
- Sr. José - protagonista do romance, é auxiliar de escrita da Conservatória Geral que procura encontrar a sua essencialidade.
- Mulher desconhecida.
- Senhora do rés do chão direito - senhora de muita idade.
- Chefe da Conservatória.
- Médico.
- Enfermeiro.

## Anotações acerca do romance
- Na contracapa: "Conheces o nome que te deram, não conheces o nome que tens" Livro das evidências.
- O romance sofre a influência da obstinada busca do autor, em inúmeros cartórios, da data exata da morte, por broncopneumonia, de seu irmão Francisco, aos quatro anos de idade.
- Têm uma faceta opinativa.